# Церинг Янгдон Вангчук
Королева Церинг Янгдон Вангчук (англ. Ashi Tshering Yangdon Wangchuck) (род. 21 июня 1959 года) — одна из четырёх жён четвёртого короля Бутана Джигме Сингье Вангчука.
Церинг Янгдон — четвёртая дочь в семье Яб Угьен Дорджи (англ. Yab Ugyen Dorji), потомка инкарнаций ума и речи основателя Бутана Шабдрунг Нгаванг Намгьяла, и Юм Зуджи Зам (англ. Yum Thuji Zam). У неё было четыре сестры и два брата. В 1979 году Церинг Янгдон вместе с тремя сёстрами (кроме старшей), вышла замуж за Джигме Сингье Вангчука.
Другие три жены короля Джигме Сингье, сёстры Церинг Янгдон:
- Королева Дорджи Вангмо Вангчук
- Королева Церинг Пем Вангчук
- Королева Сангай Чоден Вангчук

Церинг Янгдон является матерью нынешнего короля Бутана Джигме Кхесар Намгьял Вангчука. Она также является матерью младших брата и сестры короля — принцессы Дечен Янгзом (род. 1981) и принца Джигме Дорджи (род. 1986).
Брат королевы Сангай Нгедуп является видным политическим деятелем Бутана, занимал значительные посты в правительстве.